# Frankenstein et le Monstre de l'enfer
Série
Les Horreurs de Frankenstein
(1970)
Pour plus de détails, voir Fiche technique et Distribution.
Frankenstein et le Monstre de l'enfer (Frankenstein and the Monster from Hell) est un film britannique réalisé par Terence Fisher, sorti en 1974.

## Synopsis
Victor Frankenstein n'est pas mort. Il vit sous une fausse identité, Carl Victor, devenu psychiatre dans un établissement psychiatrique. Ayant perdu ses mains lors d'un incendie, il demande à un nouvel arrivant dans sa clinique, le docteur chirurgien Simon Helder de l'assister dans ses mystérieuses expériences.

## Fiche technique
- Réalisation : Terence Fisher
- Scénario : Anthony Hinds
- Musique : James Bernard
- Décors : Scott MacGregor
- Photo : Brian Probyn
- Montage : James Needs
- Producteur : Roy Skeggs
- Format : Couleurs - 1.66:1 - Mono - 35 mm
- Langue : anglais

## Distribution
- Peter Cushing : Le baron Victor Frankenstein
- David Prowse : La créature
- Shane Briant : Simon Helder
- Madeline Smith : Sarah
- John Stratton : le directeur de l'asile
- Michael Ward : Transvest
- Elsie Wagstaff : Wild One
- Norman Mitchell : le sergent de police
- Clifford Mollison : le juge
- Patrick Troughton : le profanateur de sépultures
- Philip Voss : Ernst
- Christopher Cunningham : Hans
- Charles Lloyd Pack : le professeur Durendel
- Lucy Griffiths : la vieille sorcière
- Bernard Lee : Tarmut
- Peter Madden : le conducteur de fiacre

## Autour du film
- Le tournage s'est déroulé en 1972 aux studios d'Elstree.
- Terence Fisher reprend pour la cinquième et dernière fois les commandes de la saga Frankenstein produite par la Hammer. Il signera la conclusion pour le moins sombre et violente d'une saga de cinq films, produits entre 1957 et 1974.
- Dans un commentaire, Peter Cushing déclara que la perruque qu'il devait porter le faisait ressembler à l'actrice Helen Hayes.
- David Prowse, qui interprète le rôle de la créature, avait déjà tenu le rôle dans un autre film de la Hammer, Les Horreurs de Frankenstein, mais sous un maquillage différent. Avant de jouer le personnage pour la Hammer, il avait également fait une brève apparition dans le même rôle, le temps d'un gag dans le film Casino Royale (1967).
- Frankenstein et le Monstre de l'enfer est le dernier film réalisé par Terence Fisher.
- Diffusé en avant-première mondiale à Paris durant l'année 1974[1], le film ne réalisera au total que 88 778 entrées en France. C'est environ cinq fois inférieur au minimum d'entrées habituellement acquis par un Frankenstein de Fisher dans l'hexagone. Décevant, mais compréhensible en regard des moyens de distribution de plus en plus chaotiques déployés par la Hammer dans les années 1970 (à cause d'une situation financière très délicate).
- Il s'agit de l'un des tout derniers films de la Hammer, et sans aucun doute de son dernier véritable chef-d'œuvre.

## Cycle Frankenstein de la Hammer
1. 1957 : Frankenstein s'est échappé (The Curse of Frankenstein), de Terence Fisher
2. 1958 : La Revanche de Frankenstein (The Revenge of Frankenstein), de Terence Fisher
3. 1964 : L'Empreinte de Frankenstein (The Evil of Frankenstein), de Freddie Francis
4. 1967 : Frankenstein créa la femme (Frankenstein Created Woman), de Terence Fisher
5. 1969 : Le Retour de Frankenstein (Frankenstein Must Be Destroyed), de Terence Fisher
6. 1970 : Les Horreurs de Frankenstein (The Horror of Frankenstein), de Jimmy Sangster
7. 1974 : Frankenstein et le Monstre de l'enfer (Frankenstein and the Monster from Hell), de Terence Fisher